# 陈嘉庚墓
陈嘉庚墓，是著名的华侨领袖、著名实业家、教育家和社会活动家陈嘉庚的墓葬。该墓葬位于中华人民共和国福建省厦门市集美区鳌园内的集美解放纪念碑南侧，始建于1955年，1961年陈嘉庚去世后葬入该墓中。该墓坐北朝南的墓表呈龟形，墓南侧建有一座墓碑，北侧建有马蹄形的半环绕的墓圹，上面镶嵌有介绍陈嘉庚生平的浮雕。墓的南侧建有祭台和拜堂。1988年，陈嘉庚墓被列为全国重点文物保护单位。

## 历史
陈嘉庚是著名的华侨领袖、著名实业家、教育家和社会活动家，1874年出生于福建省興泉永道泉州府同安县明盛鄉仁德里（即今福建省厦门市集美区集美街道潯江社區）。1955年时，陈嘉庚听从建设鳌园的工匠林江淮的建议，决定在鳌园内为自己修建墓园，以免在去世之后再麻烦他人。1961年8月12日，陈嘉庚在北京去世，享年88岁。陈嘉庚去世后，毛泽东、周恩来、刘少奇等中华人民共和国领导人亲自到场吊唁。8月15日，周恩来亲自担任“陈嘉庚先生治丧委员会”主任委员，公祭结束后自北京起灵，由冷气专列送至厦门，并于8月20日下午4时安葬入墓穴内:59。1982年，厦门市人民政府将陈嘉庚墓公布为第一批厦门市文物保护单位。1988年，陈嘉庚墓被列为全国重点文物保护单位。自建成之后，陈嘉庚墓就成为华侨华人社团缅怀陈嘉庚的重要场所之一，当地政府也对其进行重点维护。

## 结构

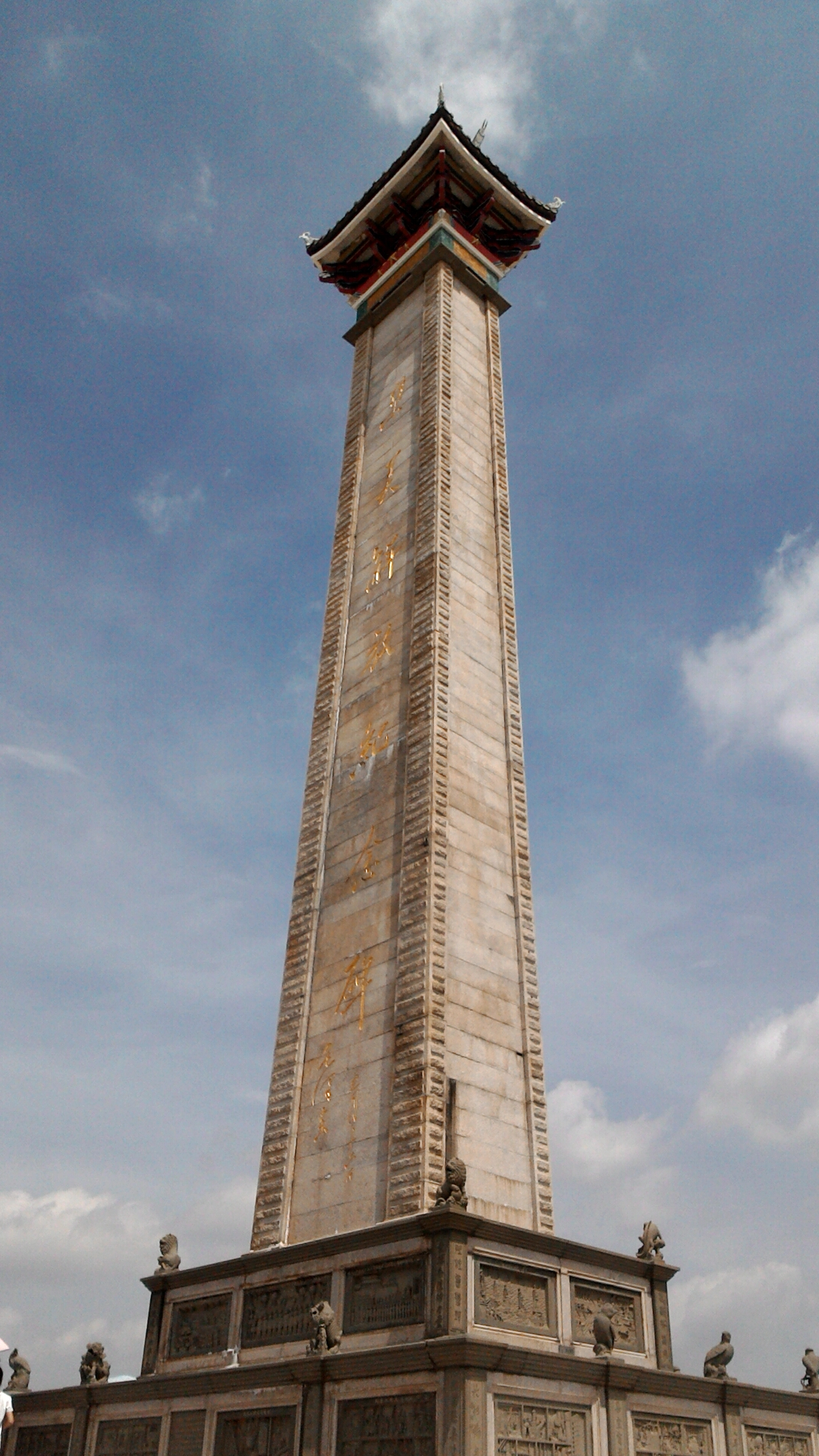
中華人民共和國中央人民政府主席、中央人民政府人民革命軍事委員會主席、中國人民政治協商會議全國委員會主席毛澤東題寫的集美解放紀念碑。

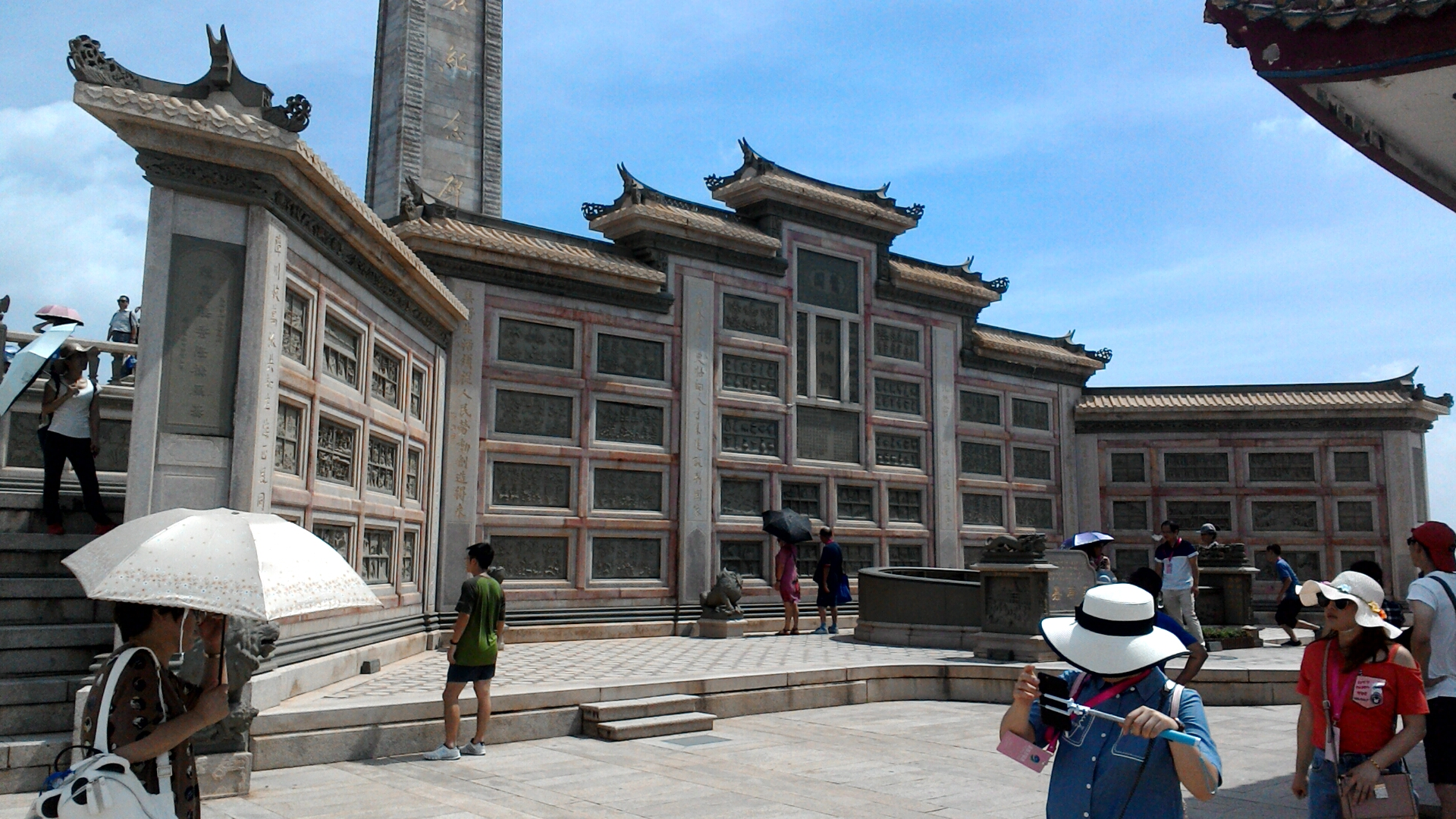
墓壙。

陈嘉庚墓位于中华人民共和国福建省厦门市集美区集美街道鳌园的集美解放纪念碑南侧。该墓坐北朝南，墓葬的主体为龟型墓表，共由13块水磨石镶嵌而成，高0.48米，东西长2.1米，南北长2.35米。墓碑位于墓表南侧，为白色水墨花岗石，高0.87米，宽2.2米，厚0.18米。墓碑上刻有“中华人民政治协商会议全国委员会副主席”“中华人民共和国全国人民代表大会常务委员会委员”“中华人民共和国华侨事务委员会委员”“中华全国归国华侨联合会主席”“陈嘉庚墓”等字样，均为隶书鎏金。墓碑南侧建有供桌长1.18米，宽0.58米，高0.45米。正立面及两侧嵌有反映陈嘉庚访问延安等三次重要活动的青石浮雕。墓葬的北侧为半包围型墓圹，其外形类似马蹄，周边安放有“南轩私塾”、“海底探物”、“削取海蚝”、“扯取花生”、“掘取地瓜”、“搭船出洋”、“米商服务”、“1893年回梓完婚”、“黄梨罐头”、“栽黄梨园”、“栽树胶园”、“福建保安会”、“熟米机厂”、“1913年办集美学校”、“购三轮船”、“1921年办厦门大学”、等青石浮雕，讲述了陈嘉庚的一生经历。墓圹两侧镶嵌有新加坡福建会馆于1949年5月为欢送陈嘉庚回国而题赠的对联：“合公谊私情送先生归舟万里，论勋劳物望是中外在野一人”。墓前建有一座仿古的钢筋混凝土的方形拜堂，亭宽7.5米，长10.9米，高9.3米，屋顶为传统殿堂式，柱子为罗马式。:60-63:23-24